# RK Veulpoepers BV

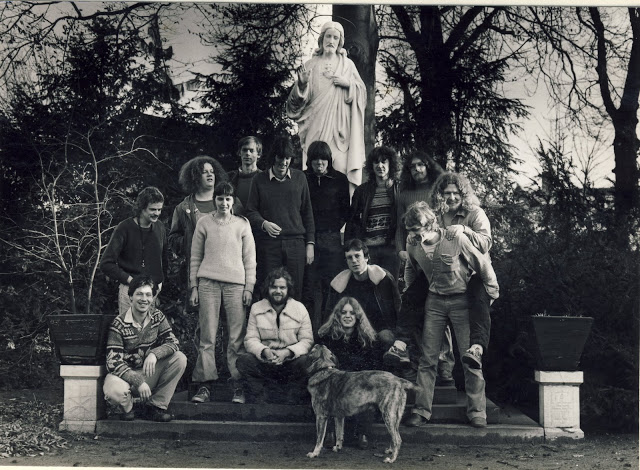
Persfoto voor het Heilig Hartbeeld

RK Veulpoepers BV was een Nederlandse anarchistische folkband die in 1976 werd opgericht in Hilvarenbeek. Het gezelschap stond bekend om haar opgewekte, sociaal geëngageerde Nederlandstalige muziek. De band was vaak aanwezig bij actiebijeenkomsten in Nederland en daarbuiten. Na de millenniumwisseling vonden nog diverse reünies of benefietoptredens plaats.

## Geëngageerde band
In zijn teksten richtten de Veulpoepers zich onder meer tegen het ethisch reveil van het CDA, de muziekkeuze van Hilversum 3, Shell, kernenergie en kernwapens, de Rabobank en bierfabrikant Stella Artois.
In 1979 werd de band landelijk bekend met het nummer Den Egelantier, dat ondanks de goede verkoop geen hit werd omdat de band weigerde om ter promotie te playbacken in televisieprogramma's, zoals Toppop.
Behalve op feesten en concerten was de band regelmatig aanwezig bij actiebijeenkomsten (‘aksies en maniefestasies’), waarvoor de band een flexibel harmonieorkest in het leven riep met een repertoire vol strijdliederen, de Fanfare van de Eeuwigdurende Bijstand. In 1985 verhinderde deze groep minister-president Lubbers enige tijd het spreken bij de slotmanifestatie tegen de kruisraketten. 
In Hilvarenbeek stonden de Veulpoepers aan de wieg van jongerencentrum Lieve Hemel (sinds 1986 't Tref) en de Bikse Fiste, een festival waar op een gegeven moment 50.000 mensen op af kwamen. 
In 1981 richtte de band de Stichting RK Veulpoepers BV op. Onder deze stichting vielen onderdelen als de Fanfare van de Eeuwigdurende Bijstand, kindertheater Pielekepoep, drukkerij OKZ (Overmorgenklaarzeker?) en uitgeverij Polypoepka in Tilburg. De formalisering luidde echter het begin van het einde in voor de folkband. Op 5 september 1982 gaf de RK Veulpoepers BV zijn afscheidsconcert in het Tilburgse Leijpark. Verschillende bandleden bleven echter actief in allerlei muzikale en maatschappelijke projecten.

## Gerelateerde projecten

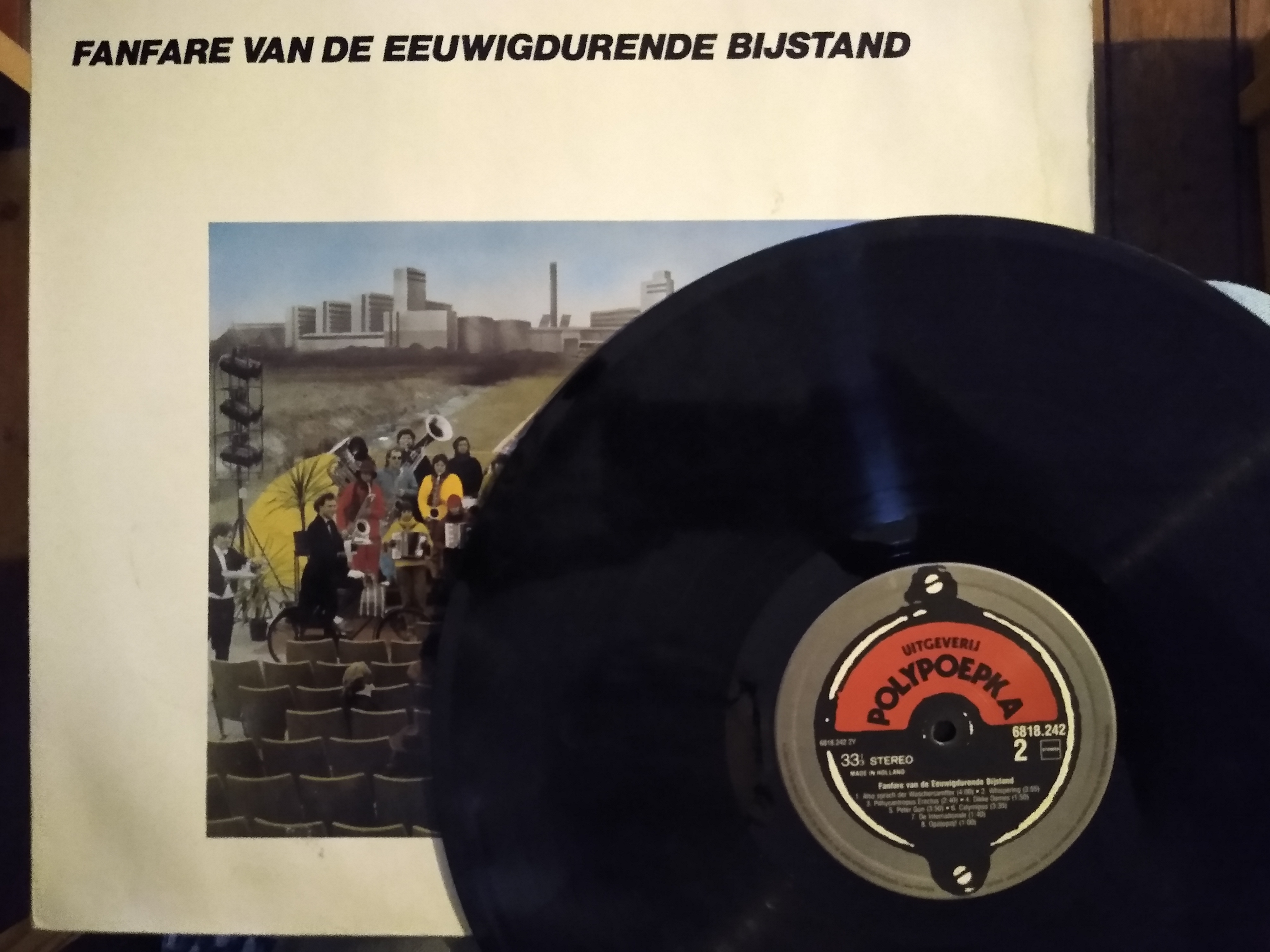
Fanfare van de Eeuwigdurende Bijstand (LP)

In Tilburg werden onder meer theater Noorderligt, voorloper van het huidige 013, en café Den Egelantier door de voormalige Veulpoepers opgezet. 
Een muzikaal project was de band Vloepsuper!. Zanger Zjef Naaijkens (zoon van schrijver Jan Naaijkens) had als soloartiest enig commercieel succes. 
Elders in het land was de invloed van de Veulpoepers ook nog zicht- en hoorbaar. In Amsterdam bijvoorbeeld lieten diverse maatschappelijk geëngageerde muziekgroepen, zoals Het Huishouden van Jan Steen, Los Totallos, De Tweeverdieners, de Bickers Buurt Band, het Dapperkabaret en de Fanfare van de Eerste Liefdesnacht, zich inspireren door het gedachtegoed van de Veulpoepers.

## Discografie
- Diarree, 1978
- Een frisse wind, 1981
- Houdoe, bedankt en blijf wakker, 1982
- Van de pot gerukt, 1996 (2CD)

## Bandleden
- Zjef Naaijkens: percussie en zang
- Agnes Naaijkens: percussie en zang
- Bard Elbers: fluit, percussie, saxofoon en zang
- Bram van Berkel: drums
- Dirk Broere: banjo, gitaar, mandoline en zang
- Harrie van Hoof: banjo, gitaar, mandoline en zang
- Lizet van Beek: percussie en zang
- Paul Elbers: toetsinstrumenten
- Pieter van der Klei: fluit en saxofoon
- Rie Broere: percussie en zang
- Snam Vromans: basgitaar
- Jacques de Kort: accordeon

## Bandhereniging
In 1996 kwam de band in originele bezetting weer bij elkaar. De Veulpoepers verzorgden daarna nog benefietoptredens in november 2009 (Raakveld benefietavond, 013, Tilburg), juli 2011 (Ploegfestival, Bergeijk), in juni 2014 (Zomergeblaos, Vrijthof Hilvarenbeek) en opnieuw in 2024.

## Over de Veulpoepers/ externe links
- Naaijkens, Z, 2009, Zout bier in Den Egelantier - de legende van RK Veulpoepers BV, Uitgeverij De Geus (Breda)
- Bodelier, R, 2020, Activistisch-absurdistisch; de Hippies van Hilvarenbeek, De Groene, 5 juni 2020
- In 2020 verscheen de bioscoopfilm RK Veulpoepers BV - De Hippies van Beek, Van Osch Films PRO, april 2020